# Памятник Высоцкому (Выршец)
Памятник Владимиру Высоцкому — памятник (бюст), посвящённый советскому актёру и поэту Владимиру Высоцкому. Установлен в болгарском городе Выршеце в парке «Слънчева градина» недалеко от входа. Автор памятника — известный болгарский скульптор Георгий Чапканов.

## История
Идея создания памятника возникла в 2006 году. Её инициатором был тогдашний кмет (мэр) города Ивайло Йорданов. Пожертвования от жителей города и поклонников Высоцкого со всей страны были собраны всего за один год. Бюст был изваян известным болгарским скульптором Георгием Чапкановым, только по фотографиям Владимира Высоцкого.
Открытие первого в Болгарии памятника Высоцкому прошло 2 сентября 2007 года. В торжественной церемонии приняли участие бывший вице-президент Болгарии Ангел Марин и сын актёра Никита Высоцкий. По словам Марина, Высоцкий останется бессмертным, «потому что во многом благодаря ему произошло духовное сближение людей разных национальностей, независимо от убеждений и расы». Георгий Чапканов выразил надежду, что с появлением памятника многие молодые люди заходят лучше узнать русского поэта и чаще будут слушать его песни. «Для нас он свой», — говорят жители Выршеца. Оказалось, что в этом городе есть много поклонников таланта советского поэта.

## Описание памятника
Памятник представляет собой бронзовый бюст Высоцкого на гранитном постаменте, на котором высечен отрывок из его стихотворения:
Мне есть что спеть, представ перед Всевышним,

Мне есть чем оправдаться перед Ним.«И снизу лёд, и сверху»
Высота памятника — 3 метра.